# Chip Berlet
John Foster "Chip" Berlet (22 de novembro de 1949) é um jornalista investigativo, analista de pesquisas, fotojornalista, acadêmico e ativista especializado no estudo de movimentos de extrema direita nos Estados Unidos. Ele também estuda a disseminação de teorias da conspiração. Desde o Atentado de Oklahoma City em 1995, Berlet tem aparecido regularmente na mídia para discutir notícias de extremistas. Ele era um analista sênior da Political Research Associates (PRA), um grupo sem fins lucrativos que monitora redes de direita.
Berlet, um técnico jurídico, era vice-presidente da National Lawyers Guild. Ele atuou no conselho consultivo do Center for Millennial Studies da Universidade de Boston e por mais de vinte anos fez parte do conselho da Defending Dissent Foundation. Em 1982, ele foi finalista do Prêmio Mencken na categoria de melhor notícia por "Guerra às Drogas: A Estranha História de Lyndon LaRouche", que foi publicado no High Times. Ele serviu no conselho consultivo da Campanha para Defender a Constituição.